# Raymond Meyer
Raymond Meyer, connu aussi sous son nom de guerre Jacques Marsay (Paris, 28 août 1918 - Livry-Gargan, 31 décembre 2002) était un militaire français de la Seconde Guerre mondiale, compagnon de la Libération.

## Biographie

### Enfance et formation
Né dans le 14e arrondissement de Paris, Raymond Meyer est élevé à Livry-Gargan. Il est le treizième et avant-dernier enfant d'un entrepreneur de maçonnerie. Il passe le brevet d'études primaires supérieures et, en 1936, devient employé de banque, à Paris.
Appelé sous les drapeaux en 1938, il est affecté au 2e régiment de hussards à Tarbes avant de suivre, six mois plus tard, les cours d'EOR à l'École de cavalerie de Saumur.

### Seconde Guerre mondiale
Nommé aspirant en septembre 1939, il est volontaire pour partir en renfort au 64e groupe de reconnaissance de division d'infanterie (64e GRDI) cantonné au nord de Sedan en mars 1940. Chef de peloton à l'escadron motorisé du GRDI pendant la campagne de France, il participe à plusieurs opérations.
Ainsi, chargé de réoccuper un pont sur la Semoy, il s'y emploie courageusement et maintient le contact de l'ennemi jusqu'au lendemain matin. Fait prisonnier dans l'Aube, à Saint-Loup-de-Buffigny, le 15 juin 1940, il s'échappe mais est rapidement repris à son entrée dans un village occupé par l'ennemi. Après des marches successives jusqu'en Belgique, il est dirigé vers l'Allemagne et interné en Poméranie, à l'Oflag II D. Rapidement, en août 1940, le grade d'aspirant n'étant pas reconnu par les Allemands comme un grade d'officier, l'aspirant Raymond Meyer est envoyé au Stalag II-B.
En février 1941, après une longue préparation, il s'évade avec trois camarades, en direction de la Lituanie mais il est arrêté à la frontière par la police soviétique. Fait prisonnier à nouveau, il est interné à Kaunas puis au sud de Moscou avec d'autres Français qui se groupent bientôt autour du capitaine Billotte. Les Français demandent à rejoindre la France libre et, en raison de l'agression allemande du 22 juin 1941, parviennent à convaincre les Soviétiques de leur faire gagner la Grande-Bretagne. Le 30 août 1941, Raymond Meyer embarque sur le Empress of Canada avec 185 camarades et rejoint, par Arkhangelsk et le Spitzberg, l'Angleterre, le 9 septembre 1941.
Raymond Meyer veut immédiatement reprendre le combat et signe son engagement dans les Forces françaises libres sous le nom de Jacques Marsay. Affecté à l'Escadron mixte au camp de Camberley, il y dirige notamment des cours d'élèves gradés et est promu lieutenant en juin 1942.
En mai 1943, il débarque à Suez avec son unité, commandée par Jacques Branet, et est affecté à la Force L du général Leclerc en Tunisie.
Quelques mois plus tard, il rejoint, au sein de la 2e DB, la 3e Compagnie du 501e Régiment de chars de combat (501e RCC) nouvellement créé. Raymond Meyer est chef de peloton de chars et commandant en second de sa compagnie, toujours sous les ordres du capitaine Branet.
Le 1er août 1944, le lieutenant Meyer débarque en Normandie ; il est grièvement blessé par éclats d'obus le 16 août 1944, à Écouché, devant Argentan, alors qu'il reconnaît, à pied sous un bombardement violent, les emplacements de tir pour son peloton. Envoyé à l'hôpital maritime de Cherbourg, il rejoint son unité à la fin du mois de septembre. Il quitte sa section pour devenir l'adjoint du capitaine Branet, commandant d'un sous-groupement.
Le 31 octobre 1944 dans les Vosges, à la veille de l'opération de Baccarat, il participe à l'attaque d'Hablainville, fortement défendue par l'ennemi ; en attaquant un second point d'appui, il est grièvement blessé de nouveau par des éclats d'obus. 
Après un long séjour à l'hôpital et une longue convalescence, il est démobilisé en mars 1946.

### Vie civile
Capitaine de réserve après la guerre, il devient directeur administratif d'une entreprise de travaux publics puis directeur, à Marseille puis à Paris, d'un magasin d'équipement électroménager.
Après son mariage en 1947 et la naissance de sa fille deux ans plus tard, il s'installe à Montrouge, puis à Marseille avant de revenir à Livry-Gargan en 1963 où il se fait une maison au 8, allée Vendôme qui est devenue une crèche portant le nom de son ancien propriétaire. Il est élu conseiller municipal en 1983. Resté discret sur sa carrière militaire, y compris de sa famille, il l'écrit dans les années 1980 dans ses mémoires.
Nommé commandeur de la Légion d'honneur en 1973, la cravate lui est remise par le Général de Boissieu. Il est ensuite nommé grand croix de la Légion d'honneur, et reçoit sa décoration des mains du président de la République François Mitterrand à l'Hôtel des Invalides.
En 1985, il cofonde avec André Rey, l'association les collectionneurs Gargan-Livry.

### Mort
Raymond Meyer est décédé accidentellement, renversé par un motard, le 31 décembre 2002 à Livry-Gargan où il a été inhumé.

## Distinctions et hommages

### Décorations
Raymond Meyer est titulaire de différentes décorations:
- Grand officier de la Légion d'honneur en 1981
  -  Commandeur de la Légion d'honneur en 1973
  -  Officier de la Légion d'honneur
  -  Chevalier de la Légion d'honneur
- Compagnon de la Libération par décret du 24 mars 1945
- Croix de guerre 1939–1945 (5 citations)
- Médaille de la Résistance française par décret du 31 mars 1947[4]
- Médaille des évadés
- Croix du combattant volontaire de la guerre de 1939–1945
- Croix du combattant volontaire de la Résistance
- Médaille commémorative des services volontaires dans la France libre

### Hommages
- Un pavillon de la petite enfance porte son nom à Livry-Gargan[3]
- Une exposition en hommage à Raymond Meyer est organisé en août-septembre 2019 avec le concours de l'association des collectionneurs de Gargan-Livry et de la ville de Livry-Gargan[1].

## Publications
- Raymond Meyer, Livry-Gargan - La mémoire vivante du passé, Société Historique du Raincy et du pays d'Aulnoye, avril 1993 (ISBN 978-2950778901)